# Draghixa Laurent
Draghixa Laurent (Spalato, 3 giugno 1973) è un'ex attrice pornografica jugoslava naturalizzata francese, nota anche con il solo nome Draghixa, attiva durante la prima metà degli anni novanta in film porno di produzione francese e italiana.

## Biografia
Nata a Spalato, nell'allora repubblica jugoslava di Croazia, Dragica Jovanović crebbe in Francia fin dall'infanzia poiché la sua famiglia si stabilì lì quando lei aveva solo due anni.
Dopo aver lavorato come parrucchiera, Draghixa debuttò nel mondo dell'hard nel 1993 dietro consiglio dell'attore Eric Weiss, suo compagno dell'epoca. Il suo primo film, Offertes à tout n° 3 sotto la direzione di Michel Ricaud per la Marc Dorcel Productions, fu un notevole successo. Nel 1995, partì per gli Stati Uniti tentando di farsi strada nell'ambiente dei film per adulti, recitando in parecchi video del genere gonzo. Nonostante una carriera relativamente breve, Draghixa divenne una vera star dell'industria del porno, consacrata dall'assegnazione di un Hot d'Or (l'Oscar del cinema hard) ottenuto nel 1995 come attrice protagonista nel film Le Parfum de Mathilde. Cessò l'attività di pornostar poco tempo dopo l'assegnazione del premio.
Il suo inaspettato ritiro dalle scene, principalmente dovuto alla paura di contrarre l'AIDS in rapporti sessuali non protetti con partner sempre differenti, venne annunciato agli appassionati dell'hard attraverso l'edizione francese di Playboy del maggio 1995. Durante il periodo 1993-1996/7, Draghixa lavorò come modella, spogliarellista, recitando anche in serie TV "softcore" della televisione d'oltralpe.
Con lo pseudonimo Monika Dombrowski, pubblicò un singolo nel 1996: la canzone Dream (Je fais souvent ce rêve étrange et pénétrant). Successivamente, partecipa al brano Did You Test (Faster Pussy Mix) del gruppo Lapsus (sull'album Pschent, 1997). Appare inoltre nel video musicale della canzone Cours Vite del gruppo Silmarils, insieme ad un'altra attrice hard francese del tempo, Julia Chanel, e fa una comparsata nel videoclip di Demon VS Heartbreaker You are My High dove abbraccia e bacia un uomo ininterrottamente per più di tre minuti.
Draghixa era una delle attrici predilette dal famoso regista hard italiano Mario Salieri, e lavorò spesso in compagnia di Selen in svariate produzioni dell'epoca.

## Filmografia
- Offertes à tout n° 3, regia di Michel Ricaud (1993) (come Marissa)
- Il diario di Milly, regia di Nicky Ranieri (1993) (come Serena Licresti)
- Teeny Exzesse 28 - Zarte Schlüpfer: Junge Teenys geben Gas, regia di Harry S. Morgan (1993) (come Monika Dombrowski)
- Teenies im Sex-Urlaub, regia di Nils Molitor (1993)
- Private Film 6: Lady in Spain, regia di Ben Dover (1993) (come Drajica Laurent)
- Maximum Perversum 36 - Mit Faust und Schwanz, regia di Harry S. Morgan (1993) (come Dragica Labelle)
- Les lolos de la garagiste, regia di Alain Payet (1993)
- Adolescenza perversa, regia di Mario Salieri (1993) (come Serena Licresti)
- Body English (1993)
- Up and Cummers 7, regia di Randy West (1994)
- Teeny Party, regia di Walter Molitor (1994)
- Wilde Spiele, regia di Nils Molitor (1994) (come Dragixha)
- Draghixa with An X, regia di Frank Marino (1994)
- Tout le monde dit oui, regia di Sandrine Vincenot (1994) (come Draguitsa)
- Taboo XII, regia di Fred J. Lincoln (1994)
- Intimité violée par une femme 21, regia di Anais (1994)
- Shane's Ultimate Fantasy, regia di Bruce Seven (1994)
- Private Video Magazine 6, regia di Berth Milton (1994)
- Private Video Magazine 7, regia di Berth Milton (1994)
- Private Video Magazine 8, regia di Berth Milton (1994)
- Stiff Competition II, regia di Fred J. Lincoln (1994)
- Schwanzgeile Nymphen, regia di Nils Molitor (1994)
- Private Property, regia di Andrew Blake (1994) - cortometraggio
- Private Film 7: Forbidden Desires, regia di Ben Dover (1994)
- Old Ladies Extreme: Omi ist die Schärfste, regia di Gabriel Pontello (1994)
- Older Men with Younger Women 2, regia di Jim Enright (1994)
- Off Duty Porn Stars, regia di Nic Cramer (1994)
- La seduzione, regia di Alex Martini (1994)
- Anal Arsenal, regia di Grant Dickerson (1994)
- Ms. Behaved, regia di Fred J. Lincoln (1994)
- Bun Busters 18 (1994)
- Blonde Forces 2 (1994)
- Euroslut 2, regia di Frank Marino (1994)
- Euro-max 2: Cream 'n' Eurosluts, regia di Nic Cramer (1994)
- Maximum Perversum 42 - Doppel-Loch, regia di Harry S. Morgan (1994) (come Dragica)
- Gang Bang Face Bath 3, regia di Alex de Renzy (1994) (come Dragica)
- Gang Bang Wild Style II, regia di Alex de Renzy (1994) (come Dragica)
- Dracula, regia di Mario Salieri (1994) (come Dragixa)
- Dick & Jane Up, Down and All Around, regia di Dick & Jane (1994)
- Fighette in bicicletta (Butt Banged Bicycle Babes), regia di Biff Malibu (1994)
- Buster Booster 1, regia di Dino Baumberger (1994)
- Concetta Licata, regia di Mario Salieri (1994) (come Dragixa)
- Divina Commedia - Seconda parte, regia di Nicky Ranieri (1994) (come Dragixa)
- Violentata davanti al marito, regia di Maurizio Merli (1994) (come Dragixa)
- Le Parfum de Mathilde, regia di Marc Dorcel (1994)
- Citizen Shane, regia di Marc Dorcel (1994)
- Elements of Desire, regia di Cameron Grant (1994)
- The Voyeur, regia di John Leslie (1995)
- Nasty Girls 6, regia di Buffy Malibu (1995)
- Seduction italiano, regia di Alex Martini (1995)
- The Grind, regia di Carolyn Monroe (1995)
- Up and Cummers 15, regia di Randy West (1995)
- Sequestro di persona, regia di Nicky Ranieri (1995)
- The Games Women Play, regia di Hugo Ross (1995)
- Line Up (1995)
- Radical Affairs 7, regia di Mark Stone (1995)
- Sex and Money, regia di Andrew Blake (1995)
- Searching for Pleasure!, regia di Mario Pollak (1995)
- Honeydrippers 2: Blonde Forces, regia di Frank Marino (1995)
- Festrivial de Cannes 3, regia di Anais (1995)
- Sequestro di persona 2, regia di Nicky Ranieri (1996)
- Lesbian Lovers 2, regia di Linzi Drew (1996)
- Sperma Klinik, regia di Nils Molitor (1996)
- Maximum Perversum 69 - Perverse Leidenschaften, regia di Harry S. Morgan (1998)
- Anal X Import 18: France (1998)
- Cum Shots 2, regia di Biff Malibu (1999)
- Decadence, regia di Andrew Blake (2000)

### Video musicali
- Silmarils: Cours Vite, regia di Olivier Dahan (1995)
- Demon: You are My High (2000)

## Premi e riconoscimenti
- Hot d'or come miglior attrice protagonista nel 1995 per Le Parfum de Mathilde (Video Marc Dorcel)
- Premio al Festival Internazionale dell'Erotismo di Bruxelles come miglior attrice francese nel 1995 per Le Parfum de Mathilde (Video Marc Dorcel)